# 滋胚層
滋胚層又可以稱作滋養層（trophoblast、從希臘語trephein：滋養；以及blastos：發生所轉變而來。）位於囊胚的最外層，提供胚胎營養，最後大部分會形成胎盤。滋胚層在懷孕的第一階段就會形成，也是受精卵第一個群分化的細胞。在原腸形成後，滋胚層則被稱作滋養外胚層，因為這時它與胚胎外胚層相連在一起。

## 功能
滋胚層屬於胎盤的特化細胞，對於受精卵的著床以及與子宮蛻膜的交互作用扮演相當重要的角色。胚胎絨毛主要包括間葉細胞與胎盤血管，這些細胞或組織經由臍帶與胎兒體內循環相連。胚胎絨毛的核心被兩層滋胚層所包覆，兩層單核細胞滋胚層融合起來形成多核合體滋胚層，並覆蓋整個胎盤的表面，能增進母體與胎兒之間的營養物、代謝廢物以及氣體的交換。
除此之外，位於絨毛尖端的多核合體滋胚層可以分化成其他類型的滋胚層----絨毛外滋胚層。絨毛外滋胚層從胎盤生長發育出來，深入子宮蛻膜。絨毛外滋胚層不僅僅讓母體與胎盤有實體上的接觸，也使子宮內的血管發生改變，在母親懷孕時提供適當的血液流量。有一部分的絨毛外滋胚層甚至取代子宮螺旋動脈的內皮細胞，將這些子宮螺旋動脈的血管變得更粗，形成錐狀的導管，並具有獨立收縮的功能。確保胎兒獲得穩定的血液供應，不會因為氧氣濃度的波動而受到傷害。

## 分化
人類的受精卵受精約6天後，滋胚層增生與分化成兩層細胞。
| 層                 | 位置                                       | 描述 |
| 細胞滋胚層         | 內層                                       | 屬於單細胞，位於滋胚層內層。                                                                                   |
| 融合細胞滋養胚細胞 | 外層                                       | 一群厚實且缺乏細胞界限的細胞，隨後發育成子宮內膜間葉，會分泌人類絨毛膜促性腺激素保持黃體素持續分泌、維持妊娠。 |
| 中間滋養細胞       | 著床的位置、絨毛膜、絨毛。（取決於其亞型） | 錨胎盤（著床位置的中間滋養細胞）、不明（絨毛膜、絨毛的中間滋養細胞）                                           |

## 病理
絨毛外滋胚層侵入子宮內膜是懷孕的一個重要時期：
- 當滋胚層侵入子宮內膜不足時可能會發展出妊娠毒血症等症狀。
- 如果侵入子宮內膜過深會造成植入胎盤。

妊娠滋養細胞疾病屬於某種形式的增殖。

## 其他圖片

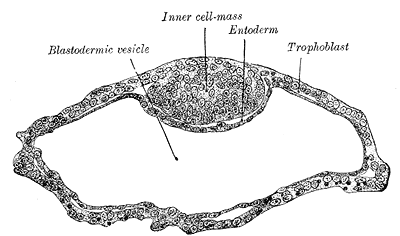
普通蝙蝠的胚盤囊泡。
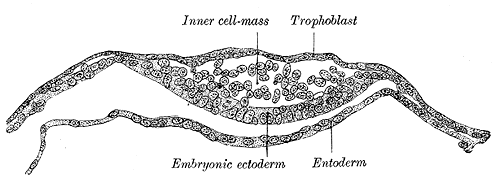
普通蝙蝠穿越胚盤的部分。
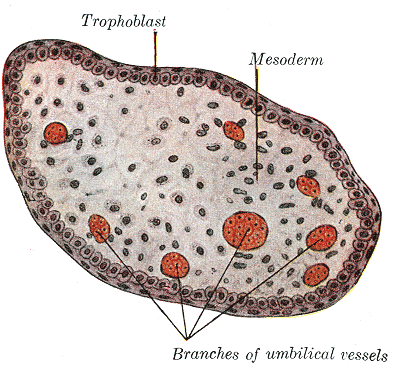
絨毛膜絨毛的橫截面。
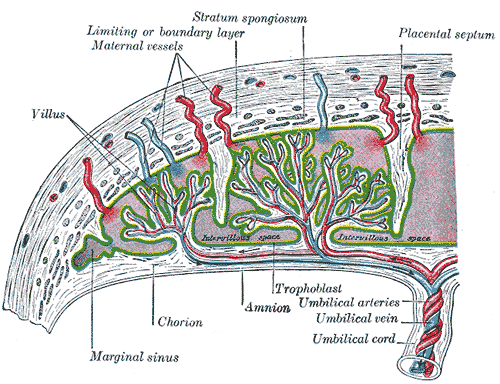
胚胎循環的示意圖。
初期的人類胚胎。